# Secreto comercial
Un secreto comercial es un derecho de propiedad intelectual sobre información confidencial que puede ser comercializada o conceder licencias de uso sobre ella.
Un secreto comercial tiene un valor económico inherente porque no es generalmente conocido o fácilmente determinable por otros, sobre el cual el propietario toma medidas razonables para mantener en secreto. Los tipos de secretos comerciales incluyen fórmulas, prácticas, procesos, diseños, instrumentos, patrones o compilaciones de información.
La legislación sobre propiedad intelectual otorga al propietario de un secreto comercial el derecho a impedir que otros lo revelen. En algunas jurisdicciones, estos secretos se denominan información confidencial.

## Definición
El lenguaje preciso con el que se define el secreto comercial varía según la jurisdicción, al igual que los tipos concretos de información que están sujetos a la protección del secreto comercial. Tres factores son comunes a todas esas definiciones:
Un secreto comercial es información que:
- no es generalmente conocida por el público
- confiere un beneficio económico a su poseedor porque la información no es conocida públicamente; y
- cuyo poseedor realiza esfuerzos razonables para mantenerla en secreto.

En Derecho internacional, estos tres factores definen un secreto comercial en virtud del artículo 39 del Acuerdo sobre los Aspectos de los Derechos de Propiedad Intelectual relacionados con el Comercio, comúnmente denominado Acuerdo sobre los ADPIC.
Del mismo modo, en la Ley de Espionaje Económico de los Estados Unidos de 1996, “Un secreto comercial, tal como se define en 18 U.S.C. § 1839(3)(A),(B) (1996), consta de tres partes: (1) información; (2) medidas razonables adoptadas para proteger la información; y (3) que deriva un valor económico independiente de no ser conocida públicamente”.

## Valor
Los secretos comerciales son un componente importante, aunque invisible, de la propiedad intelectual (PI) de una empresa. Su contribución al valor de una empresa, medido como su capitalización bursátil, puede ser importante. Al ser invisible, esa contribución es difícil de medir. Aun así, las investigaciones muestran que los cambios en las leyes sobre secretos comerciales afectan al gasto de las empresas en I+D y patentes. Esta investigación aporta pruebas indirectas del valor del secreto comercial.

## Protección
A diferencia de otros derechos de propiedad intelectual, los secretos comerciales no se registran, ya que, por definición, no se revelan al mundo en general. En su lugar, los propietarios de secretos comerciales tratan de proteger la información del secreto comercial frente a los competidores instituyendo procedimientos especiales para manejarla, así como aplicando medidas de seguridad tanto tecnológicas como jurídicas.
La razón más común para que surjan disputas sobre secretos comerciales es cuando los antiguos empleados de empresas que guardan secretos comerciales se marchan a trabajar para un competidor y son sospechosos de tomar o utilizar información confidencial valiosa perteneciente a su antiguo empleador.
Las protecciones legales incluyen acuerdos de no divulgación y cláusulas de trabajo por encargo y de no competencia. En otras palabras, a cambio de la oportunidad de ser contratado por el poseedor de los secretos, un empleado puede comprometerse a no revelar información privilegiada de su futuro empleador, a ceder o asignar a su empleador los derechos de propiedad sobre el trabajo intelectual y los productos del trabajo producidos durante el curso (o como condición) del empleo, y a no trabajar para un competidor durante un periodo de tiempo determinado (a veces dentro de una región geográfica determinada). La violación del acuerdo suele conllevar la posibilidad de fuertes sanciones económicas, lo que desincentiva la revelación de secretos comerciales. La información sobre secretos comerciales puede protegerse mediante acciones legales que incluyan una orden judicial que impida la violación de la confidencialidad, daños monetarios y, en algunos casos, daños punitivos y también los honorarios de los abogados. En circunstancias extraordinarias, un embargo ex parte en virtud de la Ley de Defensa de Secretos Comerciales (Defend Trade Secrets Act, DTSA) también permite al tribunal embargar bienes para impedir la propagación o difusión del secreto comercial. Sin embargo, demostrar el incumplimiento de un acuerdo de confidencialidad por parte de un antiguo interesado que trabaja legalmente para un competidor o prevalecer en un juicio por incumplimiento de una cláusula de no competencia puede ser muy difícil. El poseedor de un secreto comercial también puede exigir acuerdos similares a otras partes, como vendedores, licenciatarios y miembros del consejo de administración.
Dado que una empresa puede proteger su información confidencial mediante acuerdos de confidencialidad, contratos de trabajo por encargo y contratos de no competencia con sus interesados (dentro de las limitaciones de la legislación laboral, incluida únicamente la restricción que sea razonable en el ámbito geográfico y temporal), estas medidas contractuales de protección crean efectivamente un monopolio sobre la información secreta que no expira como lo haría una patente o un derecho de autor. Sin embargo, la falta de protección formal asociada a los derechos de propiedad intelectual registrados significa que no se impide que un tercero no vinculado por un acuerdo firmado duplique y utilice de forma independiente la información secreta una vez descubierta, por ejemplo mediante ingeniería inversa.

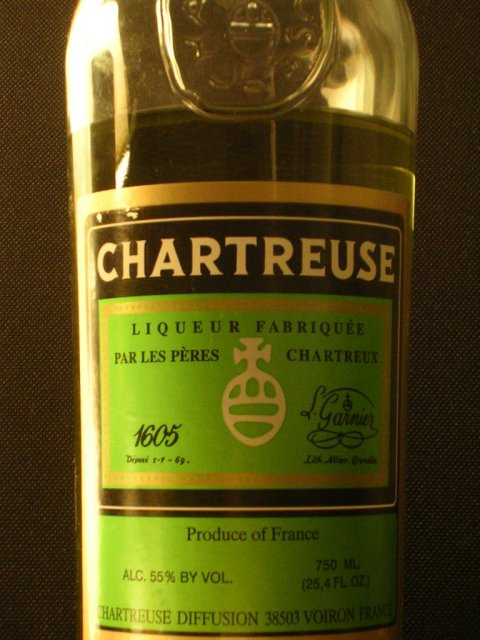
Licor de Chartreuse verde protegido por la información confidencial de los ingredientes

Por ello, los secretos comerciales, como las fórmulas secretas, suelen protegerse restringiendo la información clave a unas pocas personas de confianza. Ejemplos famosos de productos protegidos por secretos comerciales son el licor Chartreuse y Coca-Cola.
Dado que la protección de los secretos comerciales puede, en principio, extenderse indefinidamente, puede suponer una ventaja sobre la protección de patentes y otros derechos de propiedad intelectual registrados, que tienen una duración limitada. Por ejemplo, la empresa Coca-Cola no tiene patentada la fórmula de la Coca-Cola y la ha protegido eficazmente durante muchos más años que los 20 años de protección que le habría proporcionado una patente. De hecho, Coca-Cola se negó a revelar su secreto comercial por orden de al menos dos jueces.

### Criterios de protección
Si bien los criterios de protección de los secretos comerciales son determinados por la legislación local, la legislación internacional ofrece un marco de referencia para dichas protecciones. Concretamente, el artículo 39 del Acuerdo sobre los Aspectos de los Derechos de Propiedad Intelectual relacionados con el Comercio, establece tres criterios que la información del secreto debe poseer:

a) sea secreta en el sentido de que no sea, como cuerpo o en la configuración y reunión precisas de sus componentes, generalmente conocida ni fácilmente accesible para personas introducidas en los círculos en que normalmente se utiliza el tipo de información en cuestión; y

b) tenga un valor comercial por ser secreta; y

c) haya sido objeto de medidas razonables, en las circunstancias, para mantenerla secreta, tomadas por la persona que legítimamente la controla.

## Apropiación indebida
A menudo, las empresas intentan descubrir los secretos comerciales de las demás mediante métodos legales de ingeniería inversa o caza furtiva de empleados, y métodos potencialmente ilegales, como el espionaje empresarial (también conocido como espionaje industrial o comercial). Los actos de espionaje empresarial suelen ser ilegales y las penas pueden ser severas. La importancia de esa ilegalidad para la legislación sobre secretos comerciales es la siguiente: si un secreto comercial se adquiere por medios indebidos (un concepto algo más amplio que el de medios ilegales, pero que incluye dichos medios), se considera generalmente que el secreto ha sido objeto de apropiación indebida. Así pues, si un secreto comercial se ha adquirido mediante espionaje industrial, su adquirente estará probablemente sujeto a responsabilidad legal por haberlo adquirido indebidamente. Sin embargo, el poseedor del secreto comercial está obligado a protegerse contra dicho espionaje hasta cierto punto, ya que en la mayoría de los regímenes de secretos comerciales, no se considera que exista un secreto comercial a menos que su supuesto poseedor tome medidas razonables para mantener su secreto.
Además del espionaje industrial, otras prácticas desleales de apropiación indebida son el incumplimiento contractual y el abuso de confianza.

## Historia
Los comentaristas, empezando por A. Arthur Schiller, afirman que los secretos comerciales estaban protegidos en Derecho romano por una acción conocida como actio servi corrupti, interpretada como una “acción por empeorar a un esclavo” (o una acción por corromper a un sirviente). El derecho romano se describe de la siguiente manera:
El propietario romano de una marca o nombre de empresa estaba protegido legalmente contra el uso desleal por parte de un competidor a través de la actio servi corrupti… que los juristas romanos utilizaban para conceder alivio comercial bajo la apariencia de acciones de derecho privado. “Si, como cree el autor [escribe Schiller], existían varios casos de acción privada para satisfacer las necesidades comerciales, el Estado actuaba exactamente de la misma manera que lo hace en la actualidad”.
La sugerencia de que el derecho de los secretos comerciales tiene sus raíces en el derecho romano se introdujo en 1929 en un artículo de la Columbia Law Review titulado “Trade Secrets and the Roman Law: The Actio Servi Corrupti”, que ha sido reproducido en An American Experience in Roman Law 1 (1971) de Schiller. Véase “Trade Secrets and Roman Law: The Myth Exploded”, en la página 19. Sin embargo, el profesor de la Facultad de Derecho de la Universidad de Georgia Alan Watson argumentó en Trade Secrets and Roman Law: The Myth Exploded que la actio servi corrupti no se utilizaba para proteger secretos comerciales. Más bien, explicó:
Schiller se equivoca lamentablemente en cuanto a lo que sucedía... La actio servi corrupti podía utilizarse para proteger secretos comerciales y otros intereses comerciales similares. Ese no era su propósito y era, como mucho, una consecuencia incidental. Pero no existe la más mínima prueba de que la acción se utilizara nunca de este modo. En este sentido, la actio servi corrupti no es única. Exactamente lo mismo puede decirse de muchas acciones de derecho privado, incluidas las de robo, daños a la propiedad, depósito y producción de bienes. Todas ellas podrían, supongo, utilizarse para proteger secretos comerciales, etc., pero no hay pruebas de que así fuera. Resulta extraño ver en algún grado la actio servi corrupti romana como la contrapartida del derecho moderno para la protección de secretos comerciales y otros intereses comerciales semejantes.
El derecho de los secretos comerciales, tal como se conoce hoy en día, apareció por primera vez en Inglaterra en 1817, en el caso Newbery contra James, y en Estados Unidos en 1837, en el caso Vickery contra Welch, Si bien estos casos constituyeron las primeras causas de acción conocidas del derecho consuetudinario basadas en un concepto moderno del derecho de los secretos comerciales, en ninguno de ellos se aplicaron medidas cautelares, sino que sólo se aplicaron indemnizaciones por daños y perjuicios. En Inglaterra, el primer caso que implicaba medidas cautelares se produjo en 1820 en el caso Yovatt contra Winyard, mientras que en Estados Unidos hubo que esperar hasta el caso Taylor contra Blanchard de 1866.
La legislación sobre secretos comerciales siguió evolucionando en Estados Unidos como una amalgama de leyes estatales. En 1939, el American Law Institute publicó el Restatement of Torts, que contenía un resumen de las leyes sobre secretos comerciales de los distintos estados y que sirvió como principal recurso hasta finales de siglo. A partir de 2013, sin embargo, sólo cuatro estados (Massachusetts, Nueva Jersey, Nueva York y Texas) todavía se basan en el Restatement como su principal fuente de orientación, aparte de su cuerpo de jurisprudencia estatal. También ha sido recientemente teorizado que la doctrina de los secretos comerciales debe proteger competitivamente valiosa información personal de los ejecutivos de la empresa, en un concepto conocido como secretos comerciales ejecutivos.

## Por nación

### Países de la Commonwealth
En las jurisdicciones de common law de la Commonwealth, la confidencialidad y los secretos comerciales se consideran un derecho equitativo más que un derecho de propiedad.
El Tribunal de Apelación de Inglaterra y Gales, en el asunto Saltman Engineering Co Ltd contra Campbell Engineering Ltd, sostuvo que la acción por abuso de confianza se basa en un principio de preservación de la buena fe.
La prueba de una causa de acción por abuso de confianza en el mundo del common law se establece en el caso Coco contra A.N. Clark (Engineers) Ltd:
- La información en sí debe tener la cualidad necesaria de confianza;
- La información debe haber sido comunicada en circunstancias que impongan una obligación de confianza;
- Debe haber un uso no autorizado de esa información en perjuicio de la parte que la comunica.

La cualidad de la confianza pone de relieve que los secretos comerciales son un concepto legal. Con el suficiente esfuerzo o mediante actos ilegales (como el allanamiento de morada), los competidores suelen poder obtener secretos comerciales. Sin embargo, mientras el propietario del secreto comercial pueda demostrar que se han hecho esfuerzos razonables para mantener la confidencialidad de la información, ésta sigue siendo un secreto comercial y, por lo general, permanece protegida legalmente. Por el contrario, los propietarios de secretos comerciales que no puedan demostrar esfuerzos razonables para proteger la información confidencial corren el riesgo de perder el secreto comercial, incluso si la información es obtenida ilegalmente por los competidores. Por este motivo, los propietarios de secretos comerciales destruyen los documentos y no se limitan a reciclarlos.
Un demandante que gane tiene derecho a varias formas de reparación judicial, entre ellas:
- Un requerimiento judicial
- Una cuenta de beneficios o una indemnización por daños y perjuicios
- Una declaración

Hong Kong no sigue el enfoque tradicional de la Commonwealth, sino que reconoce los secretos comerciales cuando una sentencia del Tribunal Superior indica que la información confidencial puede ser un derecho de propiedad.

### Unión Europea
El 27 de mayo de 2016, la UE adoptó una Directiva sobre la protección de los secretos comerciales, cuyo objetivo es armonizar la definición de secreto comercial de acuerdo con las normas internacionales vigentes, así como los medios para obtener la protección de los secretos comerciales en la UE.

### Estados Unidos
En Estados Unidos, los secretos comerciales suelen englobar la información de propiedad exclusiva de una empresa que no es conocida por sus competidores y que proporciona a la empresa una ventaja competitiva.
Aunque la legislación sobre secretos comerciales evolucionó en el marco del derecho consuetudinario estatal, antes de 1974 no se había resuelto la cuestión de si la legislación sobre patentes prevalecía sobre la legislación estatal sobre secretos comerciales. En 1974, el Corte Suprema de los Estados Unidos dictó una sentencia histórica, Kewanee Oil Co. contra Bicron Corp., que resolvió la cuestión a favor de permitir a los estados desarrollar libremente sus propias leyes sobre secretos comerciales.
En 1979, varios estados de EE. UU. adoptaron la Ley Uniforme de Secretos Comerciales (Uniform Trade Secrets Act, UTSA), que fue modificada de nuevo en 1985, y aproximadamente 47 estados han adoptado alguna variación de la misma como base de la legislación sobre secretos comerciales. Otro avance significativo es la Ley de Espionaje Económico (EEA) de 1996 (18 U.S.C. §§ 1831-1839), que tipifica como delito federal el robo o la apropiación indebida de un secreto comercial.
Esta ley contiene dos disposiciones que penalizan dos tipos de actividades:
1. 18 U.S.C. § 1831(a), penaliza el robo de secretos comerciales en beneficio de potencias extranjeras.
2. 18 U.S.C. § 1832, penaliza su robo con fines comerciales o económicos.

Las penas legales son diferentes para los dos delitos. La EEA se amplió en 2016 para permitir a las empresas presentar demandas civiles ante los tribunales federales.
El 11 de mayo de 2016, el presidente Obama firmó la Ley de Defensa de los Secretos Comerciales (DTSA), 18 U.S.C. §§ 1839 y siguientes, que por primera vez creó una causa federal de acción por apropiación indebida de secretos comerciales. La DTSA establece tanto un derecho privado de acción por daños y perjuicios y medidas cautelares como una acción civil de medidas cautelares interpuesta por el Fiscal General.

El estatuto seguía las leyes estatales sobre responsabilidad en una parte significativa, definiendo los secretos comerciales de la misma manera que la Ley Uniforme de Secretos Comerciales como:
“todas las formas y tipos de información financiera, empresarial, científica, técnica, económica o de ingeniería, incluidos modelos, planos, compilaciones, dispositivos de programación, fórmulas, diseños, prototipos, métodos, técnicas, procesos, procedimientos, programas o códigos, ya sean tangibles o intangibles, y estén o no almacenados, compilados o memorizados física, electrónica, gráfica, fotográficamente o por escrito si (A) el propietario de la misma ha tomado medidas razonables para mantener dicha información en secreto; y (B) la información obtiene un valor económico independiente, real o potencial, por el hecho de no ser generalmente conocida y de no ser fácilmente determinable a través de medios adecuados por otra persona que pueda obtener un valor económico de la divulgación o uso de la información.”
Sin embargo, la ley contiene varias diferencias importantes con respecto a la legislación anterior:
1. Al ser una ley federal, los casos de secreto comercial pueden ser enjuiciados en tribunales federales, con las consiguientes ventajas procesales.
2. Prevé el recurso inusual de la incautación preliminar de “los bienes necesarios para impedir la propagación o difusión del secreto comercial”, 18 U.S.C. §1836.
3. Prevé indemnizaciones que incluyen cánones en los casos apropiados y daños ejemplares de hasta el doble de los daños reales en casos de apropiación “deliberada y maliciosa”, 18 U.S.C. §1836(b)(3).

La DTSA también aclara que un residente de los Estados Unidos (incluida una empresa) puede ser responsable de la apropiación indebida que tenga lugar fuera de los Estados Unidos, y cualquier persona puede ser responsable siempre que se produzca un acto que fomente la apropiación indebida en los Estados Unidos, 18 U.S.C. §1837. La DTSA otorga a los tribunales amplios poderes cautelares. 18 U.S.C. §1836(b)(3).
La DTSA no prevalece ni suplanta las leyes estatales, sino que proporciona una causa de acción adicional. Debido a que los estados varían significativamente en su enfoque de la doctrina de la “divulgación inevitable”, su uso tiene una aplicación limitada, si es que tiene alguna, en virtud de la DTSA, 18 U.S.C.§1836(b)(3)(A).

## Comparación con otras legislaciones sobre propiedad intelectual
En Estados Unidos, los secretos comerciales no están protegidos por la ley del mismo modo que las patentes o las marcas. Históricamente, las marcas comerciales y las patentes están protegidas por leyes federales, la Ley Lanham y la Ley de Patentes, respectivamente, mientras que los secretos comerciales suelen estar protegidos por leyes estatales, y la mayoría de los estados han promulgado la Ley Uniforme de Secretos Comerciales (UTSA), excepto Massachusetts, Nueva York y Carolina del Norte. Sin embargo, desde 2016 esta situación cambió con la promulgación de la Ley de Defensa de los Secretos Comerciales (DTSA), que hace que los secretos comerciales también puedan protegerse en virtud de la legislación federal. Una de las diferencias entre las patentes y las marcas, por un lado, y los secretos comerciales, por otro, es que un secreto comercial solo está protegido cuando el propietario ha tomado medidas razonables para proteger la información como secreto (véase 18 U.S.C. § 1839(3)(A)).
Los países tienen diferentes políticas en materia de marcas. Suponiendo que la marca en cuestión cumpla otras normas de protegibilidad, las marcas suelen estar protegidas contra la infracción por el hecho de que otros usos podrían confundir a los consumidores en cuanto al origen o la naturaleza de los productos una vez que la marca se ha asociado a un proveedor concreto. Consideraciones similares se aplican a las marcas de servicios y a la imagen comercial. Por definición, una marca no goza de protección (como marca) hasta que no se “revela” a los consumidores, ya que sólo entonces los consumidores pueden asociarla con un proveedor o fuente de la manera requerida. (Sin embargo, el hecho de que una empresa tenga previsto utilizar una determinada marca puede ser protegido como secreto comercial hasta que la marca se haga pública). Para adquirir derechos de marca en virtud de la legislación estadounidense, basta con utilizar la marca “en el comercio”. Es posible registrar una marca en Estados Unidos, tanto a nivel federal como estatal. El registro de marcas confiere algunas ventajas, entre ellas una mayor protección en determinados aspectos, pero no es obligatorio para obtener protección. El registro puede ser necesario para presentar una demanda por infracción de marca.
Para obtener una patente, hay que facilitar a la oficina de patentes toda la información sobre el método o producto y, una vez publicada o expedida, estará a disposición de todos. Tras la expiración de la patente, los competidores pueden copiar el método o producto legalmente. El monopolio temporal sobre el objeto de la patente se considera una compensación por revelar la información al público. Puede ser posible obtener protección de patente para un secreto comercial. Para obtener una patente, el inventor debe divulgar la invención, de modo que otros puedan tanto fabricarla como utilizarla. Para obtener una patente en Estados Unidos, debe revelarse cualquier preferencia en cuanto al modo de practicar la invención. A menudo, una invención se mejorará después de presentar la solicitud de patente y se obtendrá información adicional. Esta información adicional no debe divulgarse a través del proceso de solicitud de patente, por lo que puede mantenerse como secreto comercial. Esa información no divulgada aumentará a menudo la viabilidad comercial de la patente. La mayoría de las licencias de patentes incluyen cláusulas que obligan al inventor a divulgar cualquier secreto comercial que posea, y los licenciantes de patentes deben tener cuidado de mantener sus secretos comerciales mientras conceden una licencia de patente por medios como el uso de un acuerdo de no divulgación. En comparación con las patentes, las ventajas de los secretos comerciales son que un secreto comercial no está limitado en el tiempo (“continúa indefinidamente mientras el secreto no se revele al público”, mientras que una patente sólo está en vigor durante un tiempo determinado, tras el cual otros pueden copiar libremente la invención), un secreto comercial no implica ningún coste de registro, tiene un efecto inmediato, no requiere el cumplimiento de ninguna formalidad y no implica ninguna revelación de la invención al público. Las desventajas de los secretos comerciales incluyen que “otros pueden ser capaces de descubrir legalmente el secreto y a partir de entonces tener derecho a utilizarlo”, “otros pueden obtener protección de patente para secretos descubiertos legalmente”, y un secreto comercial es más difícil de hacer cumplir que una patente.

## Crítica
Las normativas sobre secretos comerciales que enmascaran la composición de los agentes químicos de los productos de consumo han sido criticadas por permitir a los poseedores del secreto comercial ocultar la presencia de sustancias potencialmente nocivas y tóxicas. Se ha argumentado que se niega al público una imagen clara de la seguridad de esos productos, mientras que los competidores están bien situados para analizar su composición química. En 2004, el National Environmental Trust analizó 40 productos de consumo habituales; en más de la mitad de ellos encontraron sustancias tóxicas que no figuraban en la etiqueta del producto.
Además, la protección legal del secreto comercial podría reducir el desbordamiento de conocimientos, que suele potenciar la difusión del conocimiento y la mejora de la tecnología. Wang (2023) descubrió que la adopción de la ley de secreto comercial podría reducir el desbordamiento de conocimientos entre un 27% y un 51%. Por lo tanto, aunque las leyes de secreto comercial refuerzan la exclusividad de la I+D y animan a las empresas a participar en actividades innovadoras, reducir ampliamente el desbordamiento de conocimientos puede perjudicar al crecimiento económico.

## Casos
- Data General Corp. contra Digital Computer Controls, Inc., 297 A.2d 433 (Del. Ch. 1971): protección y divulgación de documentos de diseño.
- Rivendell Forest Prods. contra Georgia-Pacific Corp., 28 F.3d 1042: secretos comerciales y sistemas de software.
- IBM contra Papermaster (n.º 08-9078, 2008 U.S. Dist): Mark Papermaster pasa de IBM a Apple Computer en 2008.
- Du Pont de Nemours and Company contra Kolon Industries Incorporated, Nos. 10-1103, 10-1275. Corte de Apelación de los Estados Unidos para el Cuarto Circuito. Argumentado entre el 26 de octubre de 2010 y el 11 de marzo de 2011.[43] Caso de secretos comerciales relacionado con la fibra Kevlar, que se saldó con una indemnización a DuPont de ~920 millones de dólares estadounidenses.[44][45][46]
- Silvaco Data Systems contra Intel Corp. abordó la cuestión de si la posesión del código objeto de un programa informático puede dar lugar a una apropiación indebida de secretos comerciales.
- Christou contra Beatport, LLC constituyó que los perfiles de MySpace podían considerarse secretos comerciales.